# Nassir-ad-Din at-Tussí
Abu-Jàfar Muhàmmad ibn Muhàmmad ibn al-Hàssan at-Tussí (àrab: أبو جعفر محمد بن محمد بن الحسن الطوسي, Abū Jaʿfar Muḥammad b. Muḥammad b. al-Ḥasan aṭ-Ṭūsī), més conegut com a Nassir-ad-Din at-Tussí (àrab: نصیر الدین الطوسي, Naṣīr ad-Dīn aṭ-Ṭūsī; persa: نصیرالدین طوسي) o, senzillament, at-Tussí (Tus, 18 de febrer de 1201– Khadimanin, a prop de Bagdad, 26 de juny de 1274) va ser un astròleg/astrònom, matemàtic, filòsof i metge persa. És considerat com un dels creadors de la trigonometria i feu importants aportacions a l'astronomia ptolemaica. A Occident també va ser conegut com a Nasarradinus.

## Vida
Va néixer a Tus, al Khorasan (nord-est de l'Iran) medieval l'any 1201 i va començar els seus estudis a una edat primerenca. A Hamadan i Tus, va estudiar l'Alcorà, el Hadit, la jurisprudència Jafari, la lògica, la filosofia, les matemàtiques, la medicina i l'astronomia.
Va néixer en una família xiita i va perdre el seu pare quan era jove. Complint el desig del seu pare, el jove Muhàmmad es va prendre molt seriosament l'aprenentatge i va viatjar arreu per assistir a les conferències d'erudits de renom i va adquirir coneixements, un exercici molt encoratjat en la seva fe islàmica. De jove, es va traslladar a Nixapur, per estudiar filosofia amb Farid al-Din Damad i matemàtiques amb Muhàmmad Hasib. També va conèixer Farid-ad-Din Attar, el llegendari mestre sufí que després va ser assassinat pels mongols, i va assistir a les conferències de Qutb al-Din al-Misri - un estudiant d'Ar-Razí. El 1227, quan ja començava a ser un reconegut intel·lectual, va deixar Nixapur per establir-se a Alamut i a Qaen, on va rebre fortes influències de l'ismaïlisme.
A Mosul, al-Tusi va estudiar matemàtiques i astronomia amb Kamal al-Din Yunus, un alumne de Xàraf-ad-Din at-Tussí. Més tard va mantenir correspondència amb Sadr al-Din al-Qunawi, el gendre d'Ibn al-Arabí, i sembla que el misticisme, com propagat pels mestres sufís del seu temps, no li atreia. Un cop l'ocasió va ser adequada, va compondre el seu propi manual de sufisme filosòfic en forma d'un petit llibret titulat Awsaf al-Ashraf o "Els atributs dels il·lustres".
Quan els exèrcits mongols de Genguis Kan arrasaven el regne Nizarita, at-Tussí fugí per reunir-se amb els ismaïlites. Les seves contribucions científiques més importants daten d'aquests anys, mentre fugia d'una fortalesa a una altra. Finalment, el 1255, s'afegí a les tropes de Hülegü, un dels nets de Genguis Kan, després de l'ocupació del castell d'Alamut per les forces mongoles. Per aquest motiu, alguns pensadors el van considerar un traidor i un heretge.
El 1258, després de conquerir Bagdad, Hülegü es va establir a Maragha i va encarregar a at-Tusí la construcció d'un observatori astronòmic, que ràpidament es va convertir en un centre acadèmic important en el qual es construïen instruments d'observació, s'estudiava, es feia recerca i es contractaven científics de tot arreu. Aquest observatori es va convertir en el model de molts altres observatoris que es van construir a tot l'orient.

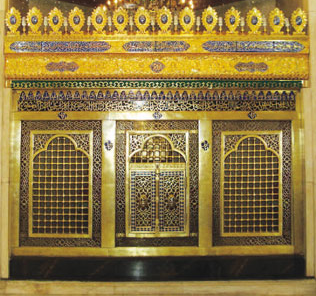
Tombes d'Al-Mufid, At-Tusí i ibn Qalawiyah a la mesquita d'al-Kadhimiyya a Bagdad.

El juny de 1274, en un viatge a Bagdad, va morir i va ser enterrat en la mesquita d'al-Kadhimiyya d'aquesta ciutat.

## Obra
At-Tussí va ser un polímata que va fer aportacions en tots els camps del coneixement, des de la teologia i la ètica fins a la ciència, l'astronomia i les matemàtiques. En teologia va ser un defensor d'Avicenna front a es crítiques de Fakhr-ad-Din ar-Razí; va tenir un paper clau en l'acceptació de l'argumentació i la terminologia metafísiques en el xiisme; va posar el pensament de Miskawayh en el centre del discurs ètic de l'Islam i va tenir una influència duradora en el pensament científic de l'Islam. Tot i que s'ha considerat que la seva obra és més de consolidació que no pas d'innovació, cal dir en el camp de l'astronomia les seves aportacions no van ser insubstancials i que van tenir un efecte important en desenvolupaments posteriors.
En una de les seves obres, Ajlaq-i-Nasri, estableix una jerarquia de formes de vida en la qual, els animals son superiors a les plantes i l'home és superior a la resta d'animals ja que considera que la voluntat conscient dels animals era una passa cap a la consciència humana. Creia que els humans derivaven d'animals avançats, dient: "Aquests humans [probablement simis antropoides] viuen al Sudan occidental i altres racons llunyans del món. Estan a prop dels animals pels seus hàbits, fets i comportament".
Pel que fa a l'astronomia, At-Tussí elaborà taules molt acurades de moviments planetaris, tal com es mostren al seu llibre Zij-i ilkhani ("Les taules ilkhàniques"). Aquest llibre conté taules per calcular les posicions dels planetes, així com els noms de moltes estrelles. El seu sistema planetari era el més avançat de l'època i fou utilitzat extensament fins al desenvolupament del model heliocèntric en el temps de Copèrnic. A més, va escriure un tractat d'astronomia, el al-Tadhkira fi'ilm al-hay'a, en el qual, no solament feia una detallada descripció de la teoria cosmològica i astronòmica, sinó que,a més, proporcionava un nou model del moviment de la Lluna i establia un nou teorema sobre el moviment circular dels epicicles, anticipant-se en 250 anys a Copèrnic.

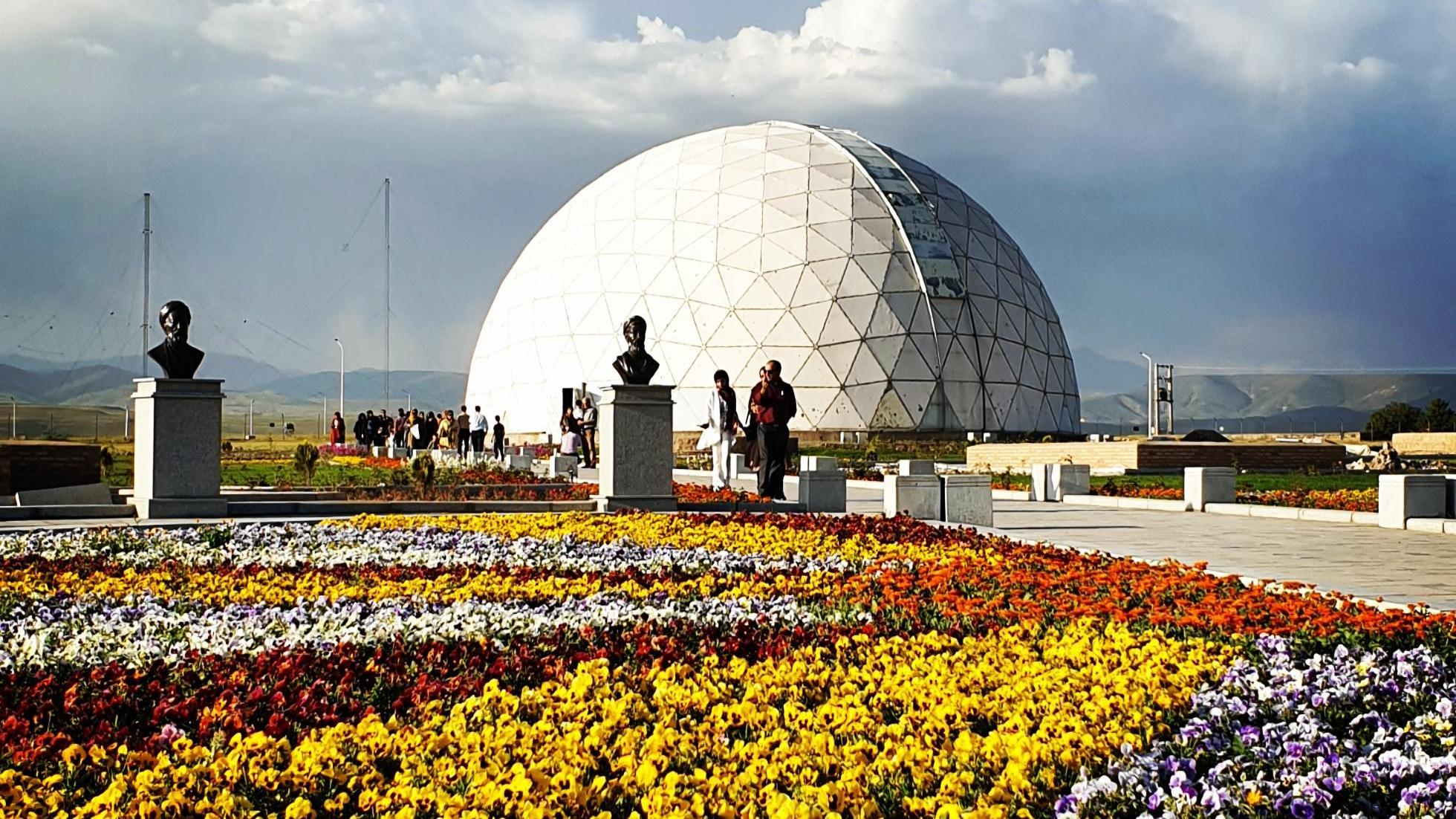
Centre arqueològic de l'observatori de Maragha, excavat des de 1972 sota la direcció de la universitat de Tabriz.

També és conegut pel parell de Tusi, que descompon un moviment lineal en la suma de dos moviments circulars. També calculà el valor de 51' per a la precessió dels equinoccis i contribuí en la construcció i ús d'alguns instruments astronòmics incloent-hi l'astrolabi (el famós observatori de Maragha fou construït per a ell). Escrigué el primer tractat existent del sistema complet de trigonometria plana i esfèrica. És un dels matemàtics a qui s'atribueix el descobriment de la llei esfèrica dels sinus. També va escriure un comentari al llibre primer dels Elements d'Euclides amb el qual pretenia demostrar el cinquè postulat per una via (incorrecta) que segles més tard va utilitzar John Wallis.
Les seves obres més importants son:
1. En astronomia: al-Tadhkira fi ‘ilm al-hay’a, Zij Ilkhani, Risala-yi Mu‘iniyya i el seu comentari.
2. En ètica: Gushayish-nama, Akhlaq-i Muhtashami, Akhlaq-i Nasiri, la deliberació sobre el Rawda-yi taslim i una traducció al persa del llibre de Ibn Muqaffa ’s al-Adab al-wajiz.
3. En història: Fath-i Baghdad (apèndix del Tarikh-i Jahan-gushay d'Alà-ad-Din Juwayní).
4. En jurisprudència: Jawahir al-fara’id.
5. En lògica: Asas al-iqtibas.
6. En matemàtiques: Una revisió de l'Almagest de Ptolemeu, el comentari al primer llibre dels Elements.
7. En medicina: Ta‘liqa bar qunun-i Ibn Sina ila seva correspondència amb Qutb-ad-Din Xirazí i Katiban Qazwini.
8. En filosofia: la refutació de Muhammad al-Shahrastani al Musara‘at al-musari‘, el comentari del llibre d'Avicenna al-Isharat wa’l-tanbihat, la seva autobiografia Sayr wa suluk, Rawda-yi taslim and Tawalla wa tabarra.
9. En teologia: Aghaz wa anjam, Risala fi al-imama and Talkhis al-muhassal
10. En poesia: Mi‘yar al-ash‘ar.

## Influència i llegat
Un cràter lunar de 60 km de diàmetre situat a l'hemisferi sud de la Lluna porta el seu nom com Nasireddin. Un planeta menor 10269 Tusi descobert per l'astrònom soviètic Nikolai Stepànovitx Txernikh el 1979 porta el seu nom. La Universitat de Tecnologia KN Toosi a l'Iran i l'Observatori de Shamakhy a la República de l'Azerbaidjan també porten el seu nom. El febrer de 2013, Google va celebrar el seu 812è aniversari amb un doodle, que era accessible als seus llocs web amb llengua àrab anomenant-lo al-farsi (el persa). El seu aniversari també se celebra com el Dia de l'Enginyer a l'Iran.

### Possible influència en Nicolau Copèrnic
Alguns estudiosos creuen que Nicolau Copèrnic podria haver estat influenciat pels astrònoms de l'Orient Mitjà a causa de les estranyes similituds entre el seu treball i el treball no citat d'aquests erudits islàmics, inclosos Nasir al-Din al-Tusi, Ibn al-Shatir, Muayyad al-Din al- Urdi, i Qutb al-Din al-Shirazi. al-Tusi específicament, el plagi en qüestió prové de similituds entre la parella Tusi i el mètode geomètric de Copèrnic per eliminar l'Equant de l'astronomia matemàtica. No només els dos mètodes coincideixen geomètricament, però, el que és més important, tots dos utilitzen el mateix sistema de lletres exactes per a cada vèrtex; un detall que sembla massa casualitat. A més, el fet que diversos altres detalls del seu model també reflecteixin altres estudiosos islàmics reforça la idea que l'obra de Copèrnic potser no era només seva.
No hi ha proves que cap dels treballs directes de Nasir al-Din al-Tusi hagi arribat mai a Copèrnic, però hi ha proves que les matemàtiques i les teories van fer el viatge a Europa. Hi havia científics i pelegrins jueus que farien el viatge des de l'Orient Mitjà a Europa, portant amb ells idees científiques de l'Orient Mitjà per compartir amb els seus homòlegs cristians. Tot i que es reconeix que això no és una evidència directa que Copèrnic tingui accés al treball d'al-Tusi, sí que demostra que era possible. Hi havia un erudit jueu amb el nom d'Abner de Burgos que va escriure un llibre que contenia una versió incompleta de la parella Tusi que havia après de segona mà, que podria haver estat trobat per Copèrnic. És important assenyalar que la seva versió tampoc no tenia proves de la geometria, de manera que si Copèrnic hagués obtingut aquest llibre hauria hagut de completar tant la demostració com el mecanisme. A més, alguns estudiosos creuen que, si no pensadors jueus, podria haver estat transmissió des de l'escola islàmica de Maragheh, seu de l'observatori de Nasir al-Din al-Tusi a l'Espanya musulmana. Des d'Espanya, al-Tusi i altres teories cosmològiques islàmiques es podrien estendre per Europa. La difusió de l'astronomia islàmica des de l'Observatori de Maragheh a Europa també podria haver estat possible en forma de traduccions al grec de Gregory Choniades. Hi ha proves sobre com Copèrnic va adquirir la parella Tusi i semblances sospitoses, no només en matemàtiques sinó també en detalls visuals.
Malgrat aquesta evidència circumstancial, encara no hi ha cap prova directa que Copèrnic va plagiar l'obra de Nasir al-Din al-Tusi, i si ho va fer-ho intencionadament. La parella Tusi no és un principi únic, i com que l'equant era una necessitat problemàtica per preservar el moviment circular, és possible que més d'un astrònom volgués millorar-lo; amb aquesta finalitat, alguns estudiosos argumenten que no seria difícil per a un astrònom utilitzar el propi treball d'Euclides per obtenir la parella Tusi pel seu compte, i que molt probablement Copèrnic ho va fer en comptes de robar. Abans que Copèrnic publiqués el treball sobre el seu mecanisme geomètric, havia escrit llargament la seva insatisfacció sobre l'astronomia ptolemaica i l'ús de l'equant, de manera que alguns estudiosos afirmen que no era infundat que Copèrnic hagués rederivat la parella Tusi sense haver-la vist, ja que tenia motius clars per fer-ho. A més, alguns estudiosos que argumenten que Copèrnic va cometre plagi diuen que, en no afirmar-lo mai com a propi, es condemna inherentment a si mateix. Tanmateix, altres critiquen que els matemàtics normalment no afirmen treballar com altres científics, de manera que declarar un teorema per a un mateix és una excepció i no la norma. Per tant, hi ha motiu i alguna explicació sobre per què i com Copèrnic no va plagiar, malgrat les proves contra ell.